# Colombier de Guercheville
Le colombier de Guercheville s'élève dans le centre de cette commune de Seine-et-Marne, en France.

## Description
Le colombier est situé à proximité de la mairie de Guercheville. Il s'agit d'un édifice en pierre au plan octogonal, ayant conservé ses aménagements intérieurs.

## Historique
Le colombier aurait été construit en 1627 à la demande d'Antoinette de Pons, marquise de Guercheville. Il s'agit alors d'un élément du château et de la ferme qui s'élèvent au centre du village. Les derniers vestiges du château disparaissent au début du XXe siècle, tandis que les restes des bâtiments agricoles sont vendus à la commune en 1984. Très ruinés, ils sont démolis ; le colombier, unique vestige, est toutefois conservé et restauré. En 2023, il sert de salle de conseil à la mairie.
En novembre 2018, le colombier reçoit le label « Patrimoine d'intérêt régional », constituant un élément intéressant du patrimoine rural francilien.